# Lone Star (banda)
Lone Star fue una banda de rock formada en Cardiff, Gales, en 1975. Lanzaron cuatro discos al mercado entre 1976 y el año 2000. La agrupación fue formada por los músicos Kenny Driscoll, Tony Smith, Ray Jones y Jim Mathews.

## Músicos
- Tony Smith - guitarra (1975-1978)
- Kenny Driscoll - voz (1975-1977)
- Ray Jones - bajo (1975)
- Jim Mathews - batería (1975)
- Pete Hurley - bajo (1975-1978)
- Dixie Lee - batería (1975-1978)
- Paul 'Tonka' Chapman - guitarra (1975-1978)
- Rick Worsnop - teclados (1975-1978)
- John Sloman - voz (1977-1978)

## Discografía

### Álbumes
- Lone Star (CBS, 1976)
- Firing on All Six (CBS, 1977)
- BBC Radio One Live in Concert (Windsong, 1994)
- Riding High (Zoom Club, 2000)

### Sencillos
- "Hey Baby" / "Turn It Up" b/w "A New Day" / "A Million Stars" 7" (CBS, 1976) EP Split con Ted Nugent
- "She Said She Said" b/w "Illusions" 7" (CBS, 1976)
- "Hypnotic Mover" b/w "All of Us to All of You" 7" (CBS, 1977)
- "Seasons in Your Eyes" b/w "Lovely Lubina" 7" (CBS, 1977)